# Epipolasis spissa
Epipolasis spissa är en svampdjursart som först beskrevs av Topsent 1892.  Epipolasis spissa ingår i släktet Epipolasis och familjen Halichondriidae. Inga underarter finns listade i Catalogue of Life.